# Jan Alvå
Jan Alvå, född 15 augusti 1941 i Halmstad, död 14 januari 2022 i Limhamn, var en svensk jurist.
Alvå avlade studentexamen i Malmö 1960 och studerade därefter vid Lunds universitet, ursprungligen i avsikt att bli politices magister. Efter att ha blivit juris kandidat 1966 genomförde han tingsmeritering. Åren 1984–2008 var han lagman och chef för Lunds tingsrätt. Bland kända mål han dömde i märks Helénmordet (2004–2005) samt åtalet mot rapartisterna Emil "Emilush" Göransson och Alexander "Caustic" Nodbring (2007). Han gjorde sig känd för att vara snabbare att avkunna domar än de flesta av sina kollegor, något som uppskattades av bland annat pressen.
Alvå var vidare särskild utredare i regeringens betänkande Samernas sedvanemarker (SOU 2006:14).
I oktober 2008 utnämndes Alvå till ny ålderman i Sankt Knuts Gille i Lund efter Anders Svenningsen.